# Солнечне сільське поселення (Сургутський район)
Со́лнечне сільське поселення (рос. Солнечное сельское поселение) — сільське поселення у складі Сургутського району Ханти-Мансійського автономного округу Тюменської області Росії.
Адміністративний центр — селище Солнечний.
Населення сільського поселення становить 12094 особи (2017; 11299 у 2010, 10585 у 2002).
Станом на 2002 рік існувала Білоярська сільська рада (селища Банний, Рябіновий, Солнечний, присілок Сайгатіна, Широкова, Юган) з центром у селищі Солнечний. Пізніше селище Солнечний та присілок Сайгатіна утворили Солнечне сільське поселення, усі інші населені пункти опинились на міжселенній території.

## Склад
До складу сільського поселення входять:
| Населений пункт     | Населення, осіб (2002) | Населення, осіб (2010) |
| ------------------- | ---------------------- | ---------------------- |
| Сайгатіна, присілок | 822                    | 1196                   |
| Солнечний, селище   | 9763                   | 10103                  |